# 帕西菲克 (密蘇里州)
帕西菲克（英語：Pacific）是位於美國密蘇里州富蘭克林縣及聖路易斯縣的城市。

## 人口
根據2020年美國人口普查的數據，帕西菲克的面積為17.30平方千米，當中陸地面積為17.23平方千米，而水域面積為0.07平方千米。當地共有人口7414人，而人口密度為每平方千米429人。